# Wahid Saberi
Wahid Saberi (* Kabul) ist ein afghanischer Sänger.

## Karriere
Saberi besuchte die Habibia high school, wo er bereits Lieder sang. Er begann seine Karriere nach der Schulzeit im Jahr 1977 und war zusammen mit Farhad Darya in den 1980er Jahren in der Gruppe Gorohe Baran erfolgreich. Während des Bürgerkrieges in Afghanistan emigrierte er nach Moskau und lebte dort einige Zeit. Später ging nach Indien, nahm dort über 40 Lieder auf und war auch als Solist erfolgreich. Zurzeit lebt er in Taschkent, Usbekistan und arbeitet in Indien.

## Diskographie

### Alben
- Tura Khaham[2]
- Khuda Khair Konad Khair
- Dukhtar-e Kabul[3]